# Dionigi
Marco Dionigi, bedre kendt som Dionigi er en electro-producer fra Italien.